# Nizozemski evrokovanci
Nizozemski evrokovanci so del valute evro, ki so na nizozemskem v uporabi od 1. januarja 2002. Narodno (hrbtno) podobo kovancev je oblikoval Bruno Ninaber van Eyben. 
Nizozemska od 1. septembra 2004 ne daje v obtok novih kovancev za 1 in 2 centa. Cene se od takrat podobno kot na Finskem zaokrožujejo na 0,05 €. Posamezne cene so sicer še vedno podane na cent natančno, le končni zneski se zaokrožijo. 

## Podoba nizozemskih evrokovancev

### 1. serija
| Nizozemski evrokovanci (1999) – zadnja stran       | Nizozemski evrokovanci (1999) – zadnja stran | Nizozemski evrokovanci (1999) – zadnja stran                                            |
| 0,01 €                                             | 0,02 €                                       | 0,05 €                                                                                  |
| -------------------------------------------------- | -------------------------------------------- | --------------------------------------------------------------------------------------- |
|                                                    |                                              |                                                                                         |
| Portret kraljice Beatrike z napisom njenega naziva |                                              |                                                                                         |
| 0,1 €                                              | 0,2 €                                        | 0,5 €                                                                                   |
|                                                    |                                              |                                                                                         |
| Portret kraljice Beatrike z napisom njenega naziva |                                              |                                                                                         |
| 1 €                                                | 2 €                                          | Rob kovanca za 2 €                                                                      |
|                                                    |                                              | GOD ZIJ MET ONS (Bog, bodi z nami v nizozemščini), kakor je bil napisan tudi na guldnih |
| Portret kraljice Beatrike z napisom njenega naziva |                                              |                                                                                         |
|                                                    |                                              |                                                                                         |

### 2. serija
| Nizozemski evrokovanci (2014) – zadnja stran                 | Nizozemski evrokovanci (2014) – zadnja stran | Nizozemski evrokovanci (2014) – zadnja stran                                         |
| 0,01 €                                                       | 0,02 €                                       | 0,05 €                                                                               |
| ------------------------------------------------------------ | -------------------------------------------- | ------------------------------------------------------------------------------------ |
|                                                              |                                              |                                                                                      |
| Portret kralja Viljema Aleksandra z napisom njegovega naziva |                                              |                                                                                      |
| 0,1 €                                                        | 0,2 €                                        | 0,5 €                                                                                |
|                                                              |                                              |                                                                                      |
| Portret kralja Viljema Aleksandra z napisom njegovega naziva |                                              |                                                                                      |
| 1 €                                                          | 2 €                                          | Rob kovanca za 2 €                                                                   |
|                                                              |                                              | GOD ZIJ MET ONS (Bog, bodi z nami v nizozemščini), ki je bil napisan tudi na guldnih |
| Portret kralja Viljema Aleksandra z napisom njegovega naziva |                                              |                                                                                      |
|                                                              |                                              |                                                                                      |